# Лукче
Лукчето е български бонбон, произвеждан от 1930-те до наши дни.

## История
Първите бонбони „лукче“ са направени в България през 30-те години на 20-и век в работилницата за захарни изделия на видинския предприемач Угрин Гударовски. През 1953 г. започва масово да се произвежда в заводите на Стопанско обединение „Българска захар“ в Горна Оряховица, Пловдив, София и Ямбол.
В края на 1970-те поради дефицит на монети от 1 стотинка в търговските обекти в страната лукчето започва да се използва като ресто. 1 лукче струва 1 ст.
През 1994 г. швейцарската компания „Нестле“ купува софийския завод „Малчика“ и регистрира търговската марка „Лукчета“. Веднага след като придобива предприятието, „Нестле“ преустановява производството на „Лукчета“. Въпреки това заводите в Горна Оряховица, Пловдив и Ямбол продължават да произвеждат „лукчета“, всеки по своя различна рецепта, опаковки и дизайн. Насипните „лукчета“ започват да се предлагат в пакети от 150 и 200 грама.
През 1996 г. възниква вкусът мента. Захарен комбинат „Пловдив“ създава първите билкови „лукчета“ – „Лукчета против кашлица“.
През 2004 г. „Захарни заводи“ купува марката „Лукчета“ от „Нестле“ и става единственият им производител. Марката има ново лого и дизайн на опаковката. В рецептата са добавени натурални билкови аромати и масла от мащерка, копър, пелин и евкалипт.
В началото на 2005 г. е излъчена първата телевизионна реклама на марката. „Лукчета с пет ценни билки и масла“ става най-продаваемият билков бонбон в България. Захарен комбинат „Пловдив“ опитва неуспешна имитация, приключила в края на 2005 г., като пуска на пазара „Дукчета“.
През 2006 г. са създадени „Лукчета евкалипт“, а в рецептата на „Билкови лукчета“ е добавен натуралният аромат масло от салвия. Дизайнът на опаковките и логото на марката се променят.
2010 г. са създадени „Лукчета с меден вкус“.
2014 г. марката се фокусира върху здравословния ефект на продуктите. В рецептата се влагат само натурални билкови аромати и масла, а всички бонбони имат полезно действие – облекчават кашлицата, успокояват гърлото, помагат при настинка. Новите опаковки отразяват този приоритет.
2014 г. са създадени „Дъвчащи билкови лукчета“ със същия вкус и ползи като твърдите.

## Състав
Състав на билковите „лукчета“: глюкозен сироп, захар, естествени и идентични на естествените билкови ароматизанти (0,35%; съдържание: ментово масло – 65%, ментол – 27%, евкалиптово масло – 3,3%, масло от копър – 2,7%, масло от мащерка – 1%, масло от пелин – 0,8%, масло от салвия – 0,2%), оцветители (натурален бета-каротин Е 160а (ii) и брилянтно синьо FCF 9Е 1330).
Включените билки с лечебно действие са: мента, мащерка, копър, пелин, евкалиптово масло и салвия.

## Отличия
- 2005 г. – „Лукчета с пет ценни билки и масла“ става най-продаваемият билков бонбон в България
- 2014 г. – „Любима марка на българския потребител“ в категория „Захарни изделия“ на класацията „My Love Marks“ („Моите любими марки“)